# Horst Böhme
Pour les articles homonymes, voir Böhme.
Horst Böhme (24 août 1909 – 10 avril 1945) est un officier SS allemand sous le Troisième Reich. Il a notamment servi dans la SD et a commandé l'Einsatzgruppe B à deux reprises entre 1943 et 1944.

## Carrière
Après la Volksschule, Böhme travaille comme transitaire tout en étant impliqué politiquement dans les organisations Jungstahlhelm, brigade Ehrhardt et le corps franc de l'Oberland (de). Böhme rejoint le NSDAP en 1930 (numéro de membre 236 651), puis devient membre de la SS (numéro de membre 2 821). Après sa promotion au SS-Untersturmführer (4 juillet 1934) et au SS-Obersturmführer (9 novembre 1934), il travaille au bureau du Sicherheitsdienst (Service de sécurité) à Berlin à partir de 1935, où il devint un proche associé de Reinhard Heydrich.
Dans les années qui suivirent, Böhme opéra principalement sous les ordres de Heydrich. Le 12/13 mars 1938, Böhme assassina Wilhelm Freiherr von Ketteler en le noyant. Ketteler avait reçu un poste à l'ambassade de Vienne en août 1934 ; détesté par les SS à cause de ses activités anti-nazies. Le 30 janvier 1936, il est promu SS-Hauptsturmführer, puis nommé SS-Sturmbannführer le 20 avril 1937, et devient SS-Obersturmbannführer und Oberstleutnant der Polizei en 1938.
Après l'occupation de la Tchécoslovaquie au printemps 1939, Böhme est nommé chef du SiPo (Police de sécurité) du protectorat de Bohême-Moravie, basé à Prague. À ce titre, il est responsable du commandement de tous les départements de la Gestapo dans le protectorat de Bohême-Moravie. Hans-Ulrich Geschke, chef du bureau de la Gestapo à Prague, et Wilhelm Nölle (de), chef du bureau de la Gestapo à Brünn, étaient parmi ses proches collaborateurs.
Dans le cadre du Sonderaktion Prag le 17 novembre 1939, Böhme contribue à la fermeture des établissements d'enseignement supérieur tchèques et à la déportation de 1 500 étudiants dans le camp de concentration de Sachsenhausen. Le 10 octobre 1940, Böhme, Heydrich, Hans Frank, Adolf Eichmann et Hans Günther, participent à une réunion prévoyant la déportation des juifs du protectorat - quelque 88 000 personnes.

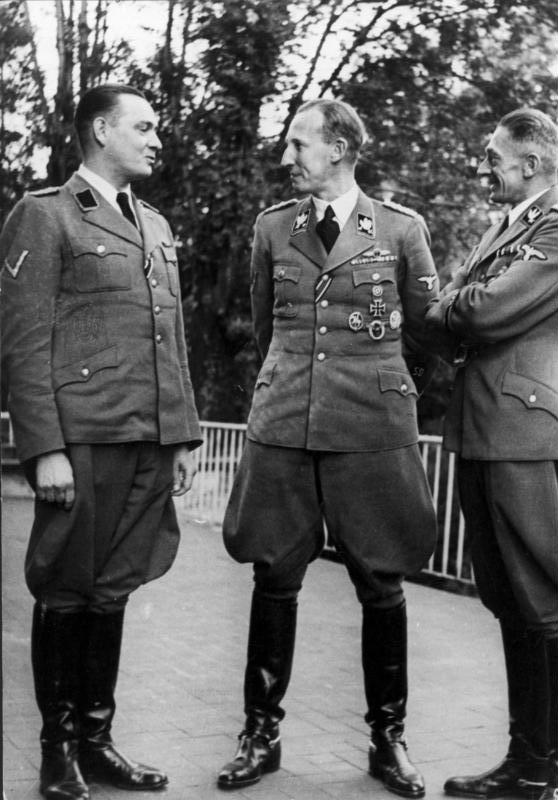
Horst Böhme (à gauche) avec Reinhard Heydrich et Karl Hermann Frank en septembre 1941.

Après l'assassinat de Reinhard Heydrich en mai 1942, Böhme — promu SS-Standartenführer le 21 octobre 1941 — agit immédiatement sur les ordres de « représailles » d'Adolf Hitler en perpétrant le massacre de Lidice. Böhme fait exécuter 184 hommes, déporte 195 femmes au camp de concentration de Ravensbrück et 88 enfants dans des camps de réinstallation à Łódź. L'arrivée des enfants est annoncée par un télégramme du bureau de Böhme à Prague se terminant par : « Aucun soin particulier n'est souhaitable. »
En septembre 1942, Böhme est attaché de police à Bucarest. De janvier à août 1943, il dirige l'Einsatzgruppe B qui perpètre des massacres de civils en Union soviétique. En septembre 1943, Böhme remplace le SS-Gruppenführer Max Thomas et dirige l'Einsatzgruppe C jusqu'en mars 1944, puis de nouveau l'Einsatzgruppe B en août 1944. Le 9 novembre 1944, il est nommé SS-Oberführer.
Dans les dernières phases de la guerre, il est commandant de la police de sécurité et du SD en province de Prusse-Orientale. Il est vu pour la dernière fois en avril 1945 lors de la bataille de Königsberg où il est déclaré porté disparu. Après la guerre, il est inscrit comme criminel de guerre sur la liste internationale des personnes recherchées pendant plusieurs années. Il est déclaré mort le 12 août 1954 par le tribunal du district de Kiel, la date de son décès est fixée le 10 avril 1945. Il est présumé mort au combat ou il s'est suicidé pour ne pas tomber entre les mains des Russes.